# Monts Otish
Les monts Otish sont une chaîne de montagnes faisant partie du bouclier canadien et situés approximativement au centre géographique du Québec, à l'intersection des régions administratives de la Côte-Nord, du Saguenay–Lac-Saint-Jean et du Nord-du-Québec. Les Monts Otish sont situés à environ 250 kilomètres au nord de Chibougamau.

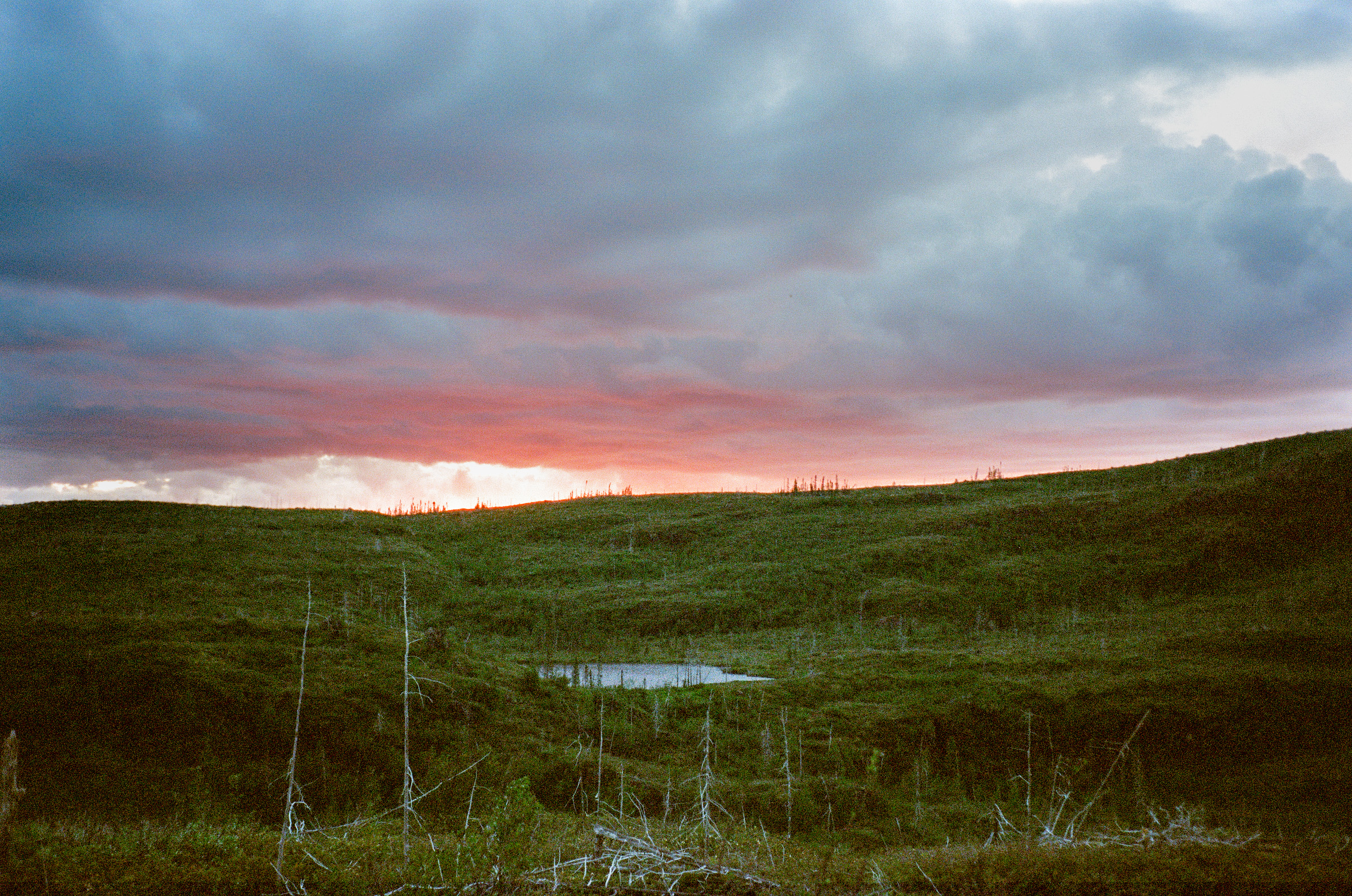
Coucher de soleil depuis le plateau.

La région est caractérisée par un relief de cuestas orientés d'est en ouest et dont les fronts, les versants raides, font face au nord. Elle constitue un plateau tabulaire d'altitude moyenne de 750 m. Plusieurs rivières importantes prennent leur source à cet endroit. Elles coulent principalement vers l'ouest (rivière Eastmain) ou vers le sud (rivières Témiscamie, Péribonka, aux Outardes). Le couvert végétal est constitué de forêts boréales (taïga) dans les basses terres, progressant vers la toundra alpine sur les sommets.
Le point culminant des monts Otish est le mont Yapeitso (1 128 m).
Au début des années 1990, ce secteur du Nord québécois a fait l'objet de prospection minière. La région des monts Otish est reconnue pour ses gisements d'uranium et de diamants. En 2014, le gouvernement donne le feu vert au projet de mine de diamants Renard.